# 25100 Zhaiweichao
25100 Zhaiweichao è un asteroide della fascia principale. Scoperto nel 1998, presenta un'orbita caratterizzata da un semiasse maggiore pari a 2,4297070 UA e da un'eccentricità di 0,1266934, inclinata di 4,15382° rispetto all'eclittica.